# Стаффорд, Уильям Кук
Уильям Кук Стаффорд (англ. William Cooke Stafford; 1793 — 23 декабря 1876, Норидж) — английский историк.
В России наиболее известен популярно-компилятивной «Историей музыки», изданной первоначально в 1830 году в Эдинбурге, затем (1832) переведённой на французский язык со значительными дополнениями Франсуа Жозефом Фети, а с французского перевода переведённой на русский язык Е.Вороновым и опубликованной в 1838 году с комментариями и дополнениями Владимира Одоевского. Эта книга, не претендуя на научную новизну, отражала ряд новейших тенденций в западной музыковедческой традиции — в частности, интерес к неевропейским музыкальным школам (хотя сведения о них даваемые Стаффордом, нередко носят вполне фантастический характер).
Стаффорду принадлежит также «Италия в картинках: Полная история прошлого и настоящего положения итальянских государств» (англ. Italy illustrated: A complete history of the past and present condition of the Italian states; 1860). В соавторстве с военным моряком Уильямом Фриком Уильямсом он написал четырёхтомник «Сражения Англии на море и на суше» (англ. England's Battles by Sea and Land; From the Commencement of the Great French Revolution to the Present Time: With a Retrospective View of the Celebrated Epochs of British Military History; Including Our Indian Campaigns, and the Present Expedition Against Russian Aggression in the East). Помимо того, Стаффорд переработал для изданий середины XIX века фундаментальную «Историю Англии» Дэвида Юма.